# Gloria/Love Me Two Times
Gloria/Love Me Two Times è un 45 giri del gruppo rock statunitense The Doors. Sul lato A troviamo Gloria, scritta da Van Morrison, e sul lato B Love Me Two Times, scritta da Robby Krieger. Il 45 giri si piazzò al 71º posto, ed è il ventunesimo e ultimo singolo della discografia dei The Doors, estratto dall'album Alive She Cried e pubblicato nel novembre 1983; i The Doors per la pubblicazione del singolo Gloria realizzarono anche un video, bandito da MTV.

## Posizioni Chart
| Anno | Singolo                    | Chart             | Posizione |
| ---- | -------------------------- | ----------------- | --------- |
| 1983 | "Gloria/Love Me Two Times" | Billboard Hot 100 | 71        |